# Królestwo Holandii
Królestwo Holandii – marionetkowe państwo na terenie dzisiejszej Holandii, istniejące w latach 1806–1810, powstałe z przekształcenia Republiki Batawskiej.
Jego królami byli: Ludwik Bonaparte, brat Cesarza Francuzów Napoleona I oraz jego syn - Napoleon Ludwik Bonaparte.
Krótko po abdykacji Ludwika Napoleona, Królestwo zostało zlikwidowane i przyłączone do cesarstwa napoleońskiego.
W Polsce nazwy Królestwo Holandii przez długi czas błędnie używano w odniesieniu do Królestwa Niderlandów.